# Пиргос (Халкидики)
Пиргос (грч. Πύργος) је приморско насељено место у општини Ситонија у периферији Средишња Македонија, Грчка. Према попису из 2021. године било је 4 становника.
Насеље је подигнуто осамдесетих година 20. века и први пут се помиње на попису из 1991. године са 15 становника.